# Kings of Summer
Kings of Summer (Originaltitel: The Kings of Summer, Festivaltitel: Toy’s House) ist eine US-amerikanische dramatische Filmkomödie von Jordan Vogt-Roberts aus dem Jahr 2013.

## Handlung
Das Leben des Teenagers Joe Toy wird von seinem alleinerziehenden Vater Frank diktiert, welcher ihn ständig bevormundet. Auch Joes Freund Patrick ist genervt von seinen langweiligen Eltern. Als die Sommerferien beginnen, werden Joe und Patrick von ihrer Schulkameradin Kelly auf eine Party eingeladen, die jedoch von einem wütenden Nachbarn vorzeitig beendet wird. Auf seinem Heimweg trifft Joe auf den seltsam wirkenden Biaggio, mit dem er in einem nahe gelegenen Wald eine Lichtung entdeckt. Joe fasst den Entschluss, zusammen mit Patrick und Biaggio an dieser Stelle ein Haus zu bauen, um dort frei von Verantwortung und ihren Eltern zu sein. Als das selbstgebaute Haus fertiggestellt ist, reißen die drei Jugendlichen von zu Hause aus, um den Sommer dort zu verbringen. Nachdem die Versuche von Joe und Biaggio, sich mittels der Jagd auf Tiere in der Wildnis selbst zu versorgen, scheitern, landen sie schließlich im örtlichen Supermarkt. Patricks Eltern machen sich zwischenzeitlich Sorgen und schalten die Polizei ein. Lediglich Joes Vater Frank sieht die Situation gelassen, da er glaubt, sein Sohn würde ihn mit dieser Aktion provozieren und seine Grenzen ausloten wollen.
Auf einem seiner Streifzüge sieht Joe Kelly, die auf einem Golfplatz ihrem Ferienjob nachgeht. Kelly erzählt ihm, dass sie sich von ihrem Freund getrennt hat und sich alle Sorgen um die drei Ausreißer machen würden. Daraufhin erzählt Joe ihr von dem Haus im Wald und lädt sie auf einen Besuch ein. Als Kelly zusammen mit ihrer Freundin und einem Freund vorbeischaut, sieht Joe, wie Kelly und Patrick sich näher kommen. Da Joe selbst Gefühle für Kelly hegt, kommt es schließlich an einem weiteren Abend beim Monopolyspielen zu einem Streit zwischen Patrick und ihm. Joe wirft Kelly vor, dass sie sich wie ein Krebsgeschwür zwischen die Freunde stellen und alles zerstören würde, woraufhin Kelly bestürzt davonläuft. Joe befiehlt Patrick, ihr nachzulaufen und nicht mehr zurückzukommen. Auch Biaggio verlässt das Haus, nachdem Joe ihm erklärt, jetzt alleine sein zu wollen.
Wochen später lebt Joe immer noch alleine im Wald. Mittlerweile geht ihm das Geld aus und er versucht sich in der Jagd. Kelly macht sich derweil Vorwürfe, nachdem Joe immer noch als vermisst gilt und gesucht wird, aber keiner seiner Freunde den Ort ihres Versteckes verrät. Schließlich sucht Kelly Joes Vater Frank auf und sagt ihm, dass sie ihn zu seinem Sohn bringen kann. Auch Biaggio sorgt sich um Joe und erhält den Rat von seinem Vater, Freunde nie im Stich zu lassen. Währenddessen sind Kelly und Frank im Haus angekommen und sehen, wie Joe von einer Giftschlange bedroht in einer Ecke sitzt. Während sie versuchen, Joe zu helfen, taucht plötzlich Biaggio auf und versucht, die Schlange mit einer Machete zu töten. Biaggio wird dabei von der Schlange gebissen. Joe kann der Schlange den Kopf abschlagen. Als sich Biaggios Gesundheitszustand nach dem Biss rapide verschlechtert, fahren sie mit Franks Auto ins Krankenhaus. Biaggio überlebt den Schlangenbiss und Frank erklärt Joe, wie stolz er auf ihn ist. Auch Joes Freundschaft mit Patrick und Kelly scheint nach den Ereignissen im Wald wiederhergestellt.
In einer Post-Credit-Szene verbringt Biaggio weiterhin Zeit in ihrem Haus im Wald.

## Produktion
Gedreht wurde im Sommer 2012 an verschiedenen Orten in Ohio, darunter Cleveland, Chagrin Falls, Lyndhurst und das South Pointe Hospital in Warrensville.
Der Film spielte weltweit 1,315 Mio. US-Dollar ein.

## Rezeption
Kings of Summer erreicht bei Metacritic eine Bewertung von 61/100 Punkten, basierend auf 33 Bewertungen. Bei Rotten Tomatoes sind 76 % der Kritiken positiv. Die Durchschnittsbewertung liegt bei 6,9/10, basierend auf 111 Bewertungen. Im Fazit heißt es: „Dank der liebevollen schauspielerischen Leistungen und einer liebenswerten Unausgeglichenheit, erweist sich The Kings of Summer, als leichter Einstieg in das überfüllte Genre der Coming-of-Age-Filmen.“ (Thanks to charming performances and endearingly off-kilter spirit, The Kings of Summer proves to be a slight, sweet entry in the crowded coming-of-age genre.)
Christoph Petersen von Filmstarts meinte, dass Kings of Summer „ein stylisch-hippes Update des Coming-of-Age-Überklassikers Stand by Me – Das Geheimnis eines Sommers“ sei und der Film „statt Herz und Charme […] ausgelutschte Independent-Kino-Klischees und abgedroschene Sitcom-Routinen“ bediene.
Der Filmdienst urteilt, dass der „visuell ansprechend fotografierte“ aber „hölzern montierte Coming-of-Age-Film“ in einer „unausgegorene[n] Teenie-Komödie“ endet.

## Veröffentlichung
Kings of Summer feierte seine Premiere am 19. Januar 2013 während des Sundance Film Festivals unter dem Titel Toy’s House. Der Titel des Films wurde später in die The Kings of Summer geändert.